# Antoine Gallet
Pour les articles homonymes, voir Gallet.
Antoine Gallet, né le 15 août 1877 à Trévoux, dans l'Ain et mort le 10 mai 1958 dans sa ville natale, est un homme politique français.

## Biographie
Il tient un débit de boissons à Trévoux, et s'investit également dans les organisations professionnelles et agricoles locales : membre de la Chambre de commerce, il est également vice-président du Syndicat des cultivateurs et maraîchers de Trévoux et des environs, et président des Groupements commerciaux de la région de Trévoux. Il se tourne logiquement vers la politique en devenant conseiller général de l'Ain en 1928, et conseiller municipal puis maire - de 1930 à 1933 - de Trévoux.
Candidat une première fois aux élections législatives de 1932 sous la bannière des Radicaux indépendants, il est battu, mais prend sa revanche quatre ans plus tard. Entré à la Chambre des députés en 1936, il y rejoint le groupe de la Gauche démocratique et radicale indépendante. Dans le débat sur les congés payés, il dépose un amendement visant à instituer une semaine de congés supplémentaires par an aux salariés présents dans l'entreprise depuis un an, puis de deux semaines à partir de deux ans d'ancienneté et de trois semaines à partir de dix ans d'ancienneté. Cette proposition hardie n'est pas acceptée.
Le 10 juillet 1940, il vote en faveur de la remise des pleins pouvoirs au Maréchal Pétain. Il ne reprend plus d'activité politique par la suite et s'éteint dans sa ville natale à l'âge de 80 ans.

## Sources
- « Antoine Gallet », dans le Dictionnaire des parlementaires français (1889-1940), sous la direction de Jean Jolly, PUF, 1960 [détail de l’édition]